# 宜罕山之战
宜罕山之战，又称宜罕山城之战，爆发于1608年农历三月，建州统治者努尔哈赤令其长子褚英、侄阿敏率兵攻打乌拉重镇宜罕山城（转写：ihan alin，位于今吉林市东北三十里），两军相持数月，建州军围攻不下，最后由内应打开城门，建州军才攻克宜罕山城。

## 背景
1607年，建州在乌碣岩之战中获得大胜，并击杀乌拉主帅博克多，重创其军事实力。次年，努尔哈赤决定直接出兵征讨乌拉，并将目标选定在位于牤牛河北岸的宜罕山城。

## 经过
1608年农历三月，努尔哈赤令其长子褚英、侄阿敏率兵五千出兵宜罕山城，宜罕山城乌拉国东南重镇，距离都城五十五里，有乌拉国主同族贝勒镇守于此。宜罕山城坚固异常，褚英、阿敏围攻数个月，守军战死一半，仍不能攻克。但援军长期不至，也使守军的信心发生了动摇，于是城中有人与建州暗自联络，成为其内应，并偷开城门放建州军进入。宜罕山城依山修筑，只有南面一个城门，建州军占据城门后乌拉守军无法撤出，守将兵败阵亡，阿敏对宜罕山城进行了屠城，将剩余守军连同家属全部诛杀。另一方面，布占泰听闻建州来攻，鉴于此前乌碣岩之败，未敢轻易行动，于是向科尔沁贝勒翁阿岱求援，二者联兵扎营于宜罕山城外二十里，遥望建州军士气旺盛，宜罕山城已被攻破，知道难以收复，遂退兵。

## 后续
战后，布占泰向努尔哈赤求亲以为缓兵之计，然而建州虽暂时停止了对乌拉的进攻，但没有停止对乌拉东海属地的进一步蚕食。接下来的两年内，那木都鲁、绥芬、宁古塔、尼玛察、乌尔古宸、木伦等东海各路均被努尔哈赤陆续吞并，乌拉在整体形式上处于腹背受敌的状态。